# Agnes Tirop

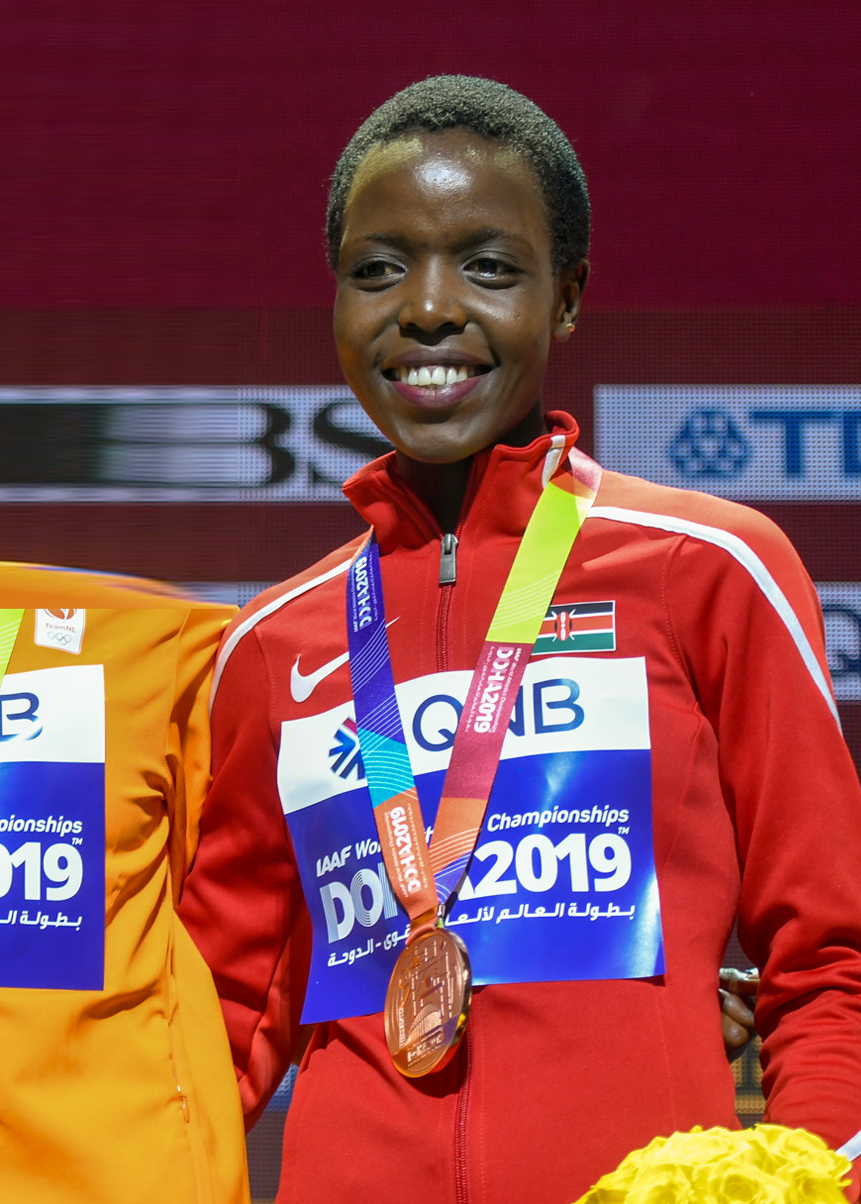
Agnes Tirop 2019.

Agnes Jebet Tirop (Uasin Gishu, 23 ottobre 1995 – Iten, 13 ottobre 2021) è stata una mezzofondista keniota, vincitrice della medaglia di bronzo nei 10000 metri piani ai mondiali di Londra 2017 e Doha 2019.

## Biografia
Nel marzo 2015 diventa campionessa mondiale di corsa campestre, precedendo Senbere Teferi e Netsanet Gudeta. Ciò la rende la seconda più giovane vincitrice di sempre tra le donne, dopo Zola Budd.
Il 5 agosto 2017, ai mondiali di Londra 2017, si fregia della medaglia di bronzo nei 10000 metri piani con un nuovo record personale di 31'03"50, dietro ad Almaz Ayana (30'16"32) e Tirunesh Dibaba (31'02"69).
Ha rappresentato il Kenya ai Giochi olimpici estivi di Tokyo 2020, dove si è classificata al quarto posto nei 5 000 metri piani, concludendo la corsa alle spalle dell'olandese Sifan Hassan, della connazionale Hellen Obiri e dell'etiope Gudaf Tsegay, con il tempo di 14'39"62.
È stata trovata morta nella sua abitazione di Iten, nella contea di Elgeyo-Marakwet, il 13 ottobre 2021; il suo corpo aveva patito varie coltellate nell'addome. Dopo la morte è stato indagato il marito Elgeyo Marakwet, il quale è stato arrestato.

## Progressione

### 3000 metri piani
| Stagione | Tempo   | Luogo      | Data      | Rank. Mond. |
| -------- | ------- | ---------- | --------- | ----------- |
| 2020     | 8'22"92 | Doha       | 25-9-2020 |             |
| 2019     | 8'27"51 | Palo Alto  | 30-6-2019 |             |
| 2018     | 8'29"09 | Doha       | 4-5-2018  |             |
| 2017     | 8'35"23 | Birmingham | 20-8-2017 |             |
| 2016     | 8'46"38 | Zagabria   | 6-9-2016  |             |
| 2014     | 8'47"26 | Doha       | 9-5-2014  |             |
| 2013     | 8'39"13 | Rieti      | 8-9-2013  |             |

### 5000 metri piani
| Stagione | Tempo     | Luogo      | Data      | Rank. Mond. |
| -------- | --------- | ---------- | --------- | ----------- |
| 2021     | 14'39"62  | Tokyo      | 2-8-2021  |             |
| 2020     | 15'06"71  | Nairobi    | 3-10-2020 |             |
| 2019     | 14'20"68  | Londra     | 21-7-2019 |             |
| 2018     | 14'24"24  | Rabat      | 13-7-2018 |             |
| 2017     | 14'33"09  | Roma       | 8-6-2017  |             |
| 2016     | 15'02"67  | Bruxelles  | 9-9-2016  |             |
| 2014     | 15'00"19  | Roma       | 5-6-2014  |             |
| 2013     | 14'50"36  | Oslo       | 13-6-2013 |             |
| 2012     | 15'36"74  | Barcellona | 11-7-2012 |             |
| 2011     | 16'09"0 m | Nairobi    | 8-6-2011  |             |

### 10000 metri piani
| Stagione | Tempo    | Luogo       | Data      | Rank. Mond. |
| -------- | -------- | ----------- | --------- | ----------- |
| 2019     | 30'25"20 | Doha        | 28-9-2019 |             |
| 2017     | 31'03"50 | Londra      | 5-8-2017  |             |
| 2015     | 32'55"41 | Brazzaville | 16-9-2015 |             |

## Palmarès
| Anno | Manifestazione     | Sede        | Evento         | Risultato | Prestazione | Note                                     |
| ---- | ------------------ | ----------- | -------------- | --------- | ----------- | ---------------------------------------- |
| 2012 | Mondiali U20       | Barcellona  | 5000 m piani   | Bronzo    | 15'36"74    | Miglior prestazione personale stagionale |
| 2013 | Mondiali di cross  | Bydgoszcz   | Corsa U20      | Argento   | 17'51"      |                                          |
| 2013 | Mondiali di cross  | Bydgoszcz   | A squadre      | Oro       | 14 p.       |                                          |
| 2014 | Mondiali U20       | Eugene      | 5000 m piani   | Bronzo    | 15'43"12    |                                          |
| 2015 | Mondiali di cross  | Guiyang     | Corsa seniores | Oro       | 26'01"      |                                          |
| 2015 | Mondiali di cross  | Guiyang     | A squadre      | Argento   | 19 p.       |                                          |
| 2015 | Giochi panafricani | Brazzaville | 10000 m piani  | 5ª        | 32'55"41    | Miglior prestazione personale stagionale |
| 2017 | Mondiali di cross  | Kampala     | Corsa seniores | 5ª        | 32'32"      |                                          |
| 2017 | Mondiali di cross  | Kampala     | A squadre      | Oro       | 10 p.       |                                          |
| 2017 | Mondiali           | Londra      | 10000 m piani  | Bronzo    | 31'03"50    | Miglior prestazione personale            |
| 2019 | Mondiali           | Doha        | 10000 m piani  | Bronzo    | 30'25"20    | Miglior prestazione personale            |
| 2021 | Giochi olimpici    | Tokyo       | 5000 m piani   | 4ª        | 14'39"62    | Miglior prestazione personale stagionale |

## Campionati nazionali
2012
- Argento ai campionati kenioti juniores, 5000 m piani - 15'49"6

2014
- 5ª ai campionati kenioti, 5000 m piani - 15'31"53
- Oro ai campionati kenioti juniores, 5000 m piani - 15'40"6

2019
- Oro ai campionati kenioti, 10000 m piani - 31'25"00

## Altre competizioni internazionali
2013
- 7ª ai Bislett Games ( Oslo), 5000 m piani - 14'50"36

2014
- 8ª all'Athletissima ( Losanna), 3000 m piani - 8'57"00

2016
- 9ª al Memorial Van Damme ( Bruxelles), 5000 m piani - 15'02"67
- Argento all'Hanžeković Memorial ( Zagabria), 3000 m piani - 8'46"38
- 10ª alla World 10K Bangalore ( Bangalore) - 35'08"
- Oro alla BOclassic ( Bolzano)

2017
- Argento al Golden Gala ( Roma), 5000 m piani - 14'33"09
- Oro alla BOclassic ( Bolzano) - 15'30"

2018
- Oro alla World 10K Bangalore ( Bangalore) - 31'19"
- Oro al Birmingham Grand Prix ( Birmingham), 3000 m piani - 8'32"21

2019
- Oro alla World 10K Bangalore ( Bangalore) - 33'55"
- Argento ai London Anniversary Games ( Londra), 5000 m piani - 14'20"68
- 7ª al Prefontaine Classic ( Eugene), 3000 m piani - 8'27"51